# Biblioteka z Nadż Hammadi

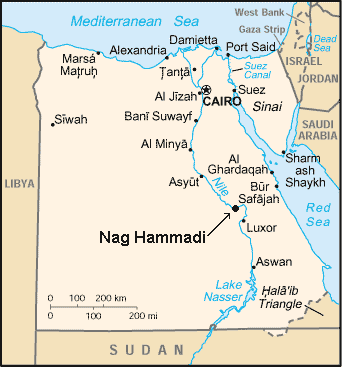
Miejsce odkrycia na mapie Egiptu

Biblioteka z Nadż Hammadi – koptyjska biblioteka zawierająca trzynaście papirusowych kodeksów odnalezionych w 1945 roku nieopodal miejscowości Nadż Hammadi w Górnym Egipcie. Papirusy te przechowywane są w Muzeum Koptyjskim w Kairze. Spośród 51 utworów, które składają się na ten zbiór, 49 to pisma wcześniej nieznane. Są to pseudoepigrafy napisane w formie listów, dialogów objawiających wiedzę tajemną, apokalipsy, apokryfy, a także fragment „Państwa” Platona. Większość pism zalicza się do dwóch kierunków gnostycyzmu: szkoły Walentyna oraz do setian.

## Odkrycie
W 1945 beduiński chłop Muhammad Ali wraz ze swym bratem kopał w poszukiwaniu nawozu w polu położonym niedaleko miejscowości Nadż Hammadi. W pewnym momencie uderzył motyką w gliniany dzban. Początkowo Muhammad i jego brat obawiali się, że z dzbana może wyjść zły dżin, potem jednak uznali, że może on zawierać złoto i rozbili go. W środku znaleźli trzynaście kodeksów oprawionych w skórę. Muhammad Ali zabrał księgi do domu i położył obok paleniska; tego wieczoru jego matka użyła kilku stronic dla rozniecenia ognia. Ponieważ Muhammad Ali był podejrzany o morderstwo (którego był najwidoczniej winny) i obawiał się, że jego dom będzie przeszukany przez policję, oddał kodeksy na przechowanie do miejscowego nauczyciela. Ten rozpoznał w kodeksach wartościowe znalezisko i rozpuścił wieść wśród handlarzy starożytnościami, a za ich pośrednictwem o istnieniu kodeksów dowiedzieli się uczeni.

## Datowanie kodeksów
Uczeni datują czas powstania kodeksów na połowę IV wieku n.e., ponieważ do zszycia kodeksów użyto fragmentów papieru, na którym zapisano daty. Kodeksy powstały więc po tej dacie, przypuszczalnie około 350 roku n.e. Pisma w nich zawarte powstały dużo wcześniej, niektóre z nich, jak Ewangelia Tomasza być może w końcu I wieku n.e.

## Lista pism biblioteki z Nadż Hammadi
- Kodeks I
  - 1. Modlitwa apostoła Pawła
  - 2. Apokryficzny list Jakuba
  - 3. Ewangelia Prawdy
  - 4. Wypowiedź o zmartwychwstaniu
  - 5. Traktat Trójdzielny
- Kodeks II

- - 1. Apokryf Jana
  - 2. Ewangelia Tomasza
  - 3. Ewangelia Filipa
  - 4. Hipostaza archontów
  - 5. O początku świata
  - 6. Egzegeza o duszy
  - 7. Księga Tomasza
- Kodeks III
  - 1. Apokryf Jana (dublet)
  - 2. Święta Księga Wielkiego Niewidzialnego Ducha zwana mylnie Koptyjską Ewangelią Egipcjan[1]
  - 3. List Eugnostosa
  - 4. Mądrość Jezusa Chrystusa
  - 5. Dialog zbawcy
- Kodeks IV
  - 1. Apokryf Jana (dublet)
  - 2. Święta Księga Wielkiego Niewidzialnego Ducha zwana mylnie Koptyjską Ewangelią Egipcjan[1] (dublet)
- Kodeks V
  - 1. List Eugnostosa (dublet)
  - 2. Gnostycka Apokalipsa Pawła
  - 3. Apokalipsa Jakuba (pierwsza)
  - 4. Apokalipsa Jakuba (druga)
  - 5. Apokalipsa Adama
- Kodeks VI
  - 1. Dzieje Piotra i Dwunastu Apostołów
  - 2. Grzmot: Umysł doskonały
  - 3. Nauka autentyczna
  - 4. Myśl naszej wielkiej mocy (Noema)
  - 5. Fragment Państwa Platona
  - 6. Pismo hermetyczne (pierwsze)
  - 7. Pismo hermetyczne (drugie)
  - 8. Pismo hermetyczne (trzecie)
- Kodeks VII
  - 1. Parafraza Sema
  - 2. Druga Nauka Wielkiego Seta
  - 3. Gnostycka Apokalipsa Piotra
  - 4. Nauki Sylwana
  - 5. Trzy stele Seta
- Kodeks VIII
  - 1. Zostrianos
  - 2. List Piotra do Filipa
- Kodeks IX
  - 1. Melchizedek
  - 2. Oda do Norei
  - 3. Świadectwo prawdy
- Kodeks X
  - Marsanes
- Kodeks XI
  - 1. Wyjaśnienie gnozy
  - 2. Walentyniański wykład
  - 3. Allogenes
  - 4. Hypsifrone
- Kodeks XII
  - 1. Sentencje Sekstusa
  - 2. Ewangelia Prawdy (fragmenty jak w NHC I,3)
- Kodeks XIII
  - 1. Trójkształtna Myśl Pierwsza (Protennoia)
  - 2. O początku świata (fragment z NHC II,5)

## Przekłady w języku polskim
- Teksty z Biblioteka z Nag-Hammadi, z koptyjskiego przetł. Albertyna Dembska i Wincenty Myszor, wstępem i komentarzem opatrzył oraz całość oprac. W. Myszor, Warszawa: Akademia Teologii Katolickiej 1979.
- Biblioteka z Nag Hammadi: kodeksy I i II, tł. oraz koment. opatrzył Wincenty Myszor, Katowice: Księgarnia św. Jacka 2008.
- Tajemnice gnozy. VI kodeks biblioteki z Nag Hammadi - inny niż wszystkie. Red. Agata Sowińska, Wojciech Stawiszyński, Warszawa: Wydawnictwo Naukowe Sub Lupa 2016.